# Dream of You
Dream of You (englisch für „Traum von dir“) ist ein Lied des deutschen EDM-Musikprojektes Schiller, in Kooperation mit dem deutschen Synthie-Pop-Musiker Peter Heppner. Das Stück ist die erste Singleauskopplung aus ihrem zweiten Studioalbum Weltreise.

## Entstehung und Artwork
Geschrieben wurde das Lied von Peter Heppner und den beiden Schiller-Mitgliedern Christopher von Deylen und Mirko von Schlieffen. Gemischt und produziert wurde die Single von den beiden Letztgenannten im Hamburger Sleepingroom Tonstudio. Das Mastering erfolgte durch Mario Buthmann von den Hamburger Never Heard Before Studios. Die Single wurde unter dem Musiklabel Zeitgeist veröffentlicht, den Loop Dance Constructions Musikverlag verlegt sowie durch Indigo und Warner/Chappell vertrieben. Aufgenommen wurde Dream of You im Hamburger 14 Tonstudio.
Auf dem Cover der Maxi-Single ist – neben Künstlernamen und Liedtitel – eine von einem Quadrat umrandete, leicht verschwommene Wolke zu sehen. Insgesamt existieren fünf verschiedene Coverbilder, die sich alle lediglich durch ihre Farbvariationen unterscheiden. Die meisten Cover bestehen aus einem blauen sowie weißen Farbton. Das Artwork stammt von Katja Stier.

## Veröffentlichung und Promotion
Die Erstveröffentlichung von Dream of You erfolgte als limitierte Auflage am 28. Mai 2001 in Deutschland, Österreich und der Schweiz. Die Veröffentlichung der regulären Maxi-Single folgte zwei Wochen später am 11. Juni 2001. Noch im selben Jahr erfolgte eine europaweite Veröffentlichung; 2002 folgten Veröffentlichungen in Kanada und den Vereinigten Staaten. Dream of You ist in diversen verschiedenen EPs, Maxi-Singles und Vinylplatten erhältlich, die sich alle durch die Anzahl und der Auswahl ihrer B-Seiten unterscheiden. Auf allen Tonträgern befinden sich Remixversionen des Liedes als B-Seite, mit Ausnahme der 2-Track-Single, diese beinhaltet die B-Seite Strandmusik. Darüber hinaus sind auf dem Livealbum Live (Er)Leben und dem Videoalbum Tagtraum Liveversionen zu finden. 2016 erschien im Zuge der Veröffentlichung von Zeitreise – Das Beste von Schiller eine EP mit dem Titel Zeitreise EP. Diese beinhaltete zwei neue bis dato unveröffentlichte Remixversionen des Liedes vom russischen DJ-Duo Filatov & Karas.
Von November 2016 bis Januar 2017 untermalte Dream of You einen Werbespot für Schillers Best-of-Album Zeitreise – Das Beste von Schiller. Damit war das Lied in diversen Werbeunterbrechungen zu hören.
Remixversionen
- Dream of You (Ayla Mischung)
- Dream of You (Chillout Mischung)
- Dream of You (Chris Zippel Mix)
- Dream of You (Filatov & Karas Extended Mix)
- Dream of You (Filatov & Karas Radio Edit)
- Dream of You (Free Schiller Remix)
- Dream of You (M Radio RMX)
- Dream of You (Molella Remix)
- Dream of You (Tomcraft Club Mix)

## Hintergrundinformation
Für Heppner ist es nach Die Flut aus dem Jahr 1998 erst die zweite Singleveröffentlichung außerhalb seines, zu diesem Zeitpunkt, Hauptprojektes Wolfsheim. Nach Dream of You veröffentlichten Schiller und Heppner drei Jahre später im Januar 2004 eine zweite gemeinsame Single mit dem Titel Leben … I Feel You.

## Inhalt
Der Liedtext zu Dream of You ist in englischer Sprache verfasst und bedeutet ins deutsche übersetzt „Traum von dir“. Die Musik wurde von Christopher von Deylen und Mirko von Schlieffen, der Text eigens von Heppner verfasst. Musikalisch bewegt sich das Lied im Bereich der Ambient und der elektronischen Tanzmusik. Das Tempo beträgt 120 Schläge pro Minute. Neben dem Hauptgesang von Heppner, sind im Hintergrund die Stimme der Goethes-Erben-Sängerin Mindy Kumbalek und im Chor die Stimme der deutschen Klassik-Sängerin Isgaard zu hören. Als zusätzlicher Instrumentalist wurde der deutsche Musiker Tissy Thiers am Bass und der Gitarre engagiert.
Das Lied beschreibt eine Person, die sich immer wieder die gleiche Frage stellt, ob sie wirklich bis ans Ende ihres Lebens einsam und allein ihr Leben verbringen möchte und nur von ihrem Traumpartner, die sie nie haben wird, träumen will.
| „I’ve been here all the time As far as I know doing right I’ve always waited for the moment That you would come through my door But this brought loneliness so far I lay my hand onto my heart Is this the life I want to live Is this the dream I had of you?“ – 1. Strophe, Originalauszug | „Ich war die ganze Zeit hier Soweit ich weiß, habe ich alles richtig gemacht Ich habe immer auf den Moment gewartet In dem Du durch meine Tür trittst Doch dies brachte bis jetzt (nur) Einsamkeit Also frage ich mein Herz: Ist das das Leben das ich leben will? Ist das der Traum den ich von dir hatte?“ – 1. Strophe, Übersetzung |

## Musikvideo
Das Musikvideo zu Dream of You wurde an einer Strandpromenade in Barcelona gedreht. Während des Videos sind verschiedene Handlungen zu sehen. Zum größten Teil ist Heppner an verschiedenen Schauplätzen zu sehen, an denen er das Lied singt. Zwischendurch zeigt das Musikvideo immer wieder andere Menschen wie unter anderem ein Tänzer, ein Mann der seinen Hund am Strand ausführt oder verschiedene Liebespaare an der besagten Strandpromenade. Die Gesamtlänge des Videos beträgt 4:13 Minuten. Regie führte Marcus Sternberg, produziert wurde das Video von der Blau Medien GmbH. Bis heute zählt das Video über 5,1 Millionen Aufrufe bei YouTube (Stand: Dezember 2017).
2002 war das Musikvideo zu Dream of You für einen Echo Pop nominiert, musste sich jedoch Here She Comes Again von Sasha geschlagen geben. 2012 stellte ein Filmteam das Musikvideo exakt nach seinem Vorbild nach.

## Mitwirkende
| Liedproduktion - Mario Buthmann: Mastering - Peter Heppner: Gesang, Liedtexter - Isgaard: Chorgesang - Mindy Kumbalek: Hintergrundgesang - Tissy Thiers: Bass, Gitarre - Christopher von Deylen: Abmischung, Instrumentalist, Komponist, Musikproduzent - Mirko von Schlieffen: Abmischung, Instrumentalist, Komponist, Musikproduzent Artwork - Blau Medien GmbH: Filmproduzent (Musikvideo) - Marcus Sternberg: Regisseur (Musikvideo) - Katja Stier: Artwork (Cover) - Felix Storp: Kameramann (Musikvideo) | Unternehmen - Indigo: Vertrieb - Loop Dance Constructions Musikverlag: Verlag - Never Heard Before Studios: Mastering - Sleepingroom: Tonstudio (Abmischung und Produktion) - Studio 14: Tonstudio (Gesang) - Warner/Chappell: Vertrieb - Zeitgeist: Musiklabel |

## Rezeption

### Auszeichnungen
Am 7. März 2002 wurde Dream of You mit einem Echo Pop in der Kategorie „Dance-Single des Jahres national“ ausgezeichnet. Damit setzte sich das Stück gegen seine Mitkonkurrenten Ameno (DJ Quicksilver), DJs, Fans & Freaks (Blank & Jones), Let You Go (atb) und Prosac (DJ Tomcraft) durch.

### Rezensionen
Das deutschsprachige Online-Magazin laut.de bewertete das Album Weltreise mit vier von fünf Sternen. Michael Edele kam bei seiner Kritik zum Entschluss, dass sich Dream of You „hören lassen könne“, jedoch rufe die Single „deutliche Assoziationen“ zu Heppners „Hauptband“ hervor.

## Chartplatzierungen
Dream of You erreichte in Deutschland Position 13 der Singlecharts und konnte sich insgesamt 14 Wochen in den Charts halten. In Österreich erreichte die Single in 17 Chartwochen Position 49 und in der Schweiz in acht Chartwochen Position 78 der Singlecharts. Außerhalb der deutschsprachigen Länder platzierte sich Dream of You unter anderem zwei Wochen in den italienischen Charts (Höchstplatzierung: 31) sowie mehrere Wochen in den polnischen Airplay-Charts (Höchstplatzierung: 29).
Für Schiller ist dies der fünfte Charterfolg in Deutschland, sowie der erste in Österreich und der vierte in der Schweiz. Zum ersten Mal platzierte sich eine Single von Schiller gleichzeitig in allen D-A-CH-Staaten. In Deutschland war Dream of You bis 2012 die höchste Chartnotierung Schillers, wurde aber nach elf Jahren durch Sonne (Position 12) abgelöst. In Deutschland und der Schweiz platzierte sich bis heute keine Single von Schiller länger in den Charts. In Österreich platzierte sich bis heute keine Single höher und länger in den Charts.
Für Heppner als Interpret ist dies der zweite Charterfolg in Deutschland, Österreich und der Schweiz. Für Heppner als Textdichter ist dies der sechste Charterfolg in Deutschland, sowie der zweite in Österreich und der Schweiz. Nach Die Flut platzierte sich zum zweiten Mal eine Single Heppners gleichzeitig in allen D-A-CH-Staaten. In Österreich platzierte sich bis heute keine Single Heppners länger in den Charts.